# Tales of the Abyss (аниме)
Tales of the Abyss (яп. テイルズ オブ ジ アビス Тэирудзу обу дзи Абису, Сказания бездны) — японский аниме-сериал, выпущенный студией Sunrise на основе одноимённой игры. Директором эпизодов был Кэндзи Кодама, а сценаристом — Акэми Омодэ. Сериал транслировался впервые по телеканалу Tokyo MX TV с 3 октября 2008 года по 27 марта 2009 года. Был лицензирован компанией Bandai Entertainment для показа на территории США, сериал должен был транслироваться с 7 июля 2011 года, однако трансляция была перенесена на 11 октября.

## Сюжет
Действие происходит в магическом мире, которыми правят две враждующие империи — Кимласка и Малькут. Главный герой Люк фон Фабр — избалованный парень родом из благородной семьи Кимласки случайно оказался вместе c Тией, девушкой, напавшей на поместье в другой части мира, а то есть в Малькуте. Там главные герои находят новых союзников и друзей, а также узнают о заговоре ордена Лореляй, который намеревается уничтожить человечество и полностью воссоздать мир с помощью клонирования, избавившись таким способом от пророчества, по которому мир живёт уже несколько тысяч лет. Главные герои отныне должны помешать ордену осуществить свой план и попытался объединить Малькут и Кимласку, чьи распри только выгодны для злоумышленников.

## Список персонажей
Люк фон Фабр
Сэйю: Тихиро Судзуки
Он родом из благородной семьи Кимласки и должен был стать новым королём. Когда-то давно его похитили люди из Малькута, и после того, как он вернулся, полностью забыл о своём прошлом. В начале истории, Тия ворвалась в поместье, чтобы убить Вана — учителя Люка и в результате магического резонанса, Люк оказался вместе с ней в Малькуте. Изначально Люк был очень избалованным и жадным парнем, который был заинтересован вернуться лишь домой а также боялся сражений и особенно крови. В течение сериала Люк становится свидетелем реальных ситуаций в обществе, учится жить и понимать окружающий мир. Так он проходит своеобразный Катарсис и в знак того, что изменился в лучшую сторону, решил отрезать свои длинные волосы. Позже Люк узнаёт, что он на самом деле клон настоящего «Люка», и его создали по специальной программе. Сам же настоящий Люк взял имя «Аш». Благодаря тому, что фаноны Аша и Люка одинаковы, они способны создать гипер-резонанас. Позже Люк благодаря гипер-резонансу спасает планету, однако его тело стало медленно разрушатся. Позже после того, как Аш умирает, его фаноны переселяются в тело Люка. В самом конце истории Аш и Люк соединяются воедино.
Тия Грантс
Сэйю: Юкана Ногами
Она сержант разведывательного отдела ордена Лореляй. В начале истории ворвалась в поместье Люка, чтобы убить Вана, но оказалась с Люком в Малькуте в результате магического резонанса. Она сопровождает Люка всё время. Способна залечивать раны магией, а также может исполнять песню Лореляй, которая способна даровать покой человеку, или же парализовать его. Обожает всё милое. Когда то давно жила вместе с Ваном в подземном мире без родителей. В конце 25 серии призналась в любви Люку.
Джейд Кёртис
Сэйю: Такэхито Коясу
Известен также, как некромант Джейд. Он полковник третьего отдела Императорской силы Малькута. Очень спокойный и сохраняет здравый ум даже в самых критических ситуациях. Также очень проницательный и предугадывает движение людей на несколько шагов вперёд. Очень силён в бою. Является правой рукой короля Малькута — Пиони. Когда то давно разработал клонирование, он получил своё прозвище «некромант» так как долгое время искал и собирал свежие трупы людей, чтобы ставить над ними эксперименты. Родился в Кетерберге и жил в детском доме вместе с Дистом. После того, как умерла женщина, единственная, которая дарила ему и другим сиротам любовь, Джейд поклялся, что создаст клон этой женщины.
Анис Татлин
Сэйю: Харуко Момой
Ей 13 лет. Она выступает в качестве личного охранника Фон мастера Иона, носит при себе игрушку, которую во время боя увеличивает до огромных размеров. Анис заинтересована в деньгах, так как её семья по её словам находится в больших долгах. Позже выясняется, что всё это время Анис тайно докладывала о действиях Иона Мастеру Моосу, так как тот угрожал её родителям. Позже она приводит Иона к Моосу, чтобы тот прочитал пророчество. Однако Анис знала, что Ион умрёт. И после его смерти, она ушла от Мооса и стала страдать от угрызения совести, обвиняя себя в смерти Иона. Так всегда, когда её вызывали на бой из-за Иона, она соглашалась, полагая, что погибнув, она искупит свой грех.
Гай Сесиль
Сэйю: Ясунори Мацумото
Он слуга Люка. Очень предан ему. Из-за того, что на его глазах в детстве убили сестру и служанок, он стал боятся женщин. Так как в смерти была причастна семья фон Фабр, Гай отправился в поместье как слуга, чтобы в удобный момент убить Люка. Но вскоре привязывается к нему и становится очень преданным Люку.
Наталия Ланвальдир
Сэйю: Митико Нэя
Она принцесса Кимласки и официальная невеста Люка. Всё время упрекает Люка за его недостатки. Позже присоединяется к нему. Хорошо владеет стрельбой из лука, но она часто остаётся уязвимой перед окружающей средой. Так Гай и Люк не раз спасали её от «обвала» например. Позже однако выясняется, что Наталия не настоящая принцесса, а дочь одной из служанок. Так у настоящей принцессы чёрные прямые волосы, и она скончалась после рождения. Мастер Моос зная об этом попытался таким способом избавится от Наталии и внушил королю, что она обманывала всё это время отца, но король позже принимает Наталию такой, какой она есть. В конце истории выясняется, что Чёрный Лев Ларго является её настоящим отцом. Сама же Наталия, узнав, что Люк — клон, приняла его таким, каким он есть.
Фон мастер Ион
Сэйю: Юмико Кобаяси
Он формальный лидер ордена Лореляй. Обладает уникальной магией, с помощью которой может открывать врата Даата а также читать пророчество на кристаллах. Сопровождает большее время Люка. Очень добрый и миролюбивый. Позже выясняется, что он 7 клон настоящего Фон Мастера Иона, и был избран новым Фон Мастером, так как настоящий мастер умер от слабого здоровья, а другие клоны не обладали способностями настоящего Фон Мастера. К концу истории умирает, излечив Тию от меазм.
Мию
Сэйю: Маруяма Мики
Это маленький Чигл, который сопровождает Люка. Он носит на себе круг, с помощью которого он может летать и общаться на языке людей. Несмотря на то, что Люк поначалу всё время угрожал и оскорблял Мю, он оставался ему верным. Позже Люк начинает относиться к нему с добротой. Как правило всегда остаётся пассивным.
Гранд Мастер Мосс
Лидер и Маэстр ордена Лореляй. Он пытался спровоцировать войну между Кимлаской и Малькутом. Также принимал участие в разработке клонов и пытался убить Марию, воспользовавшись ситуацией, когда та призывала к миру. Позже для того, чтобы самому превратится в Фон Мастера собрал фаноны в своём теле и превратился в гигантского каменно-образного монстра. Однако вскоре был убит.
Ван Грантс
Сэйю: Дзёдзи Наката
Он главный злодей истории и старший брат Тии. В начале выступает в качестве личного наставника Люка. Глава 6 Богов-Генералов и предводитель армии Лореляй. Люк в начале доверял ему, даже после того, как он признался Люку, что именно он когда то похитил его. Ван одержим идеей разрушить мир и воссоздать его с помощью клонирования, чтобы избавить новый мир от пророчества. Для этого он прибегал ко многим методам, но каждый раз главные герои предотвращали его планы. Ван одержим данной идеей, так как в детстве пытался предотвратить катастрофу, предсказанной в пророчестве, но не сумел. Был в конце уничтожен Люком.
Кровавый Аш
Один из 6 Богов-Генералов. Он настоящий Люк и было когда то похищен Ваном, имеет ту же внешность, что и клон, но его волосы бордового цвета (как и у родителей Люка). Когда настоящий Люк оказался на свободе, он проделал долгий и опасный путь, чтобы вернуться домой, но увидел, что его родители и друзья опекают Люка — клона и решил, что его предали и покинул Кемласку навсегда, взяв новое имя — Аш. Позже однако отказывается от идеи уничтожать мир и помогает Люку, но держится на расстоянии и всё равно продолжает его люто ненавидеть, не признавая его существование. Аш был подвержен неким заболеванием, из-за которого должен был вскоре умереть. Может входить в телепатический контакт с Люком а также с помощью резонанса фанонов наблюдать за ним. В конце истории умирает от ран, полученных от солдат и его душа временно переселяется в Люка, позже Люк и Аш соединяются в единого человека.
Легретта
Она одна из 6 Богов-Генералов. Когда то была личной наставницей Тии. Она не имеет чёткой цели уничтожить мир, однако влюблена в Вана и готова идти туда, куда и он. В бою использует огнестрельное оружие. Была убита к концу сериала.
Ариетта
Она одна из 6 Богов-Генералов. Маленькая девочка, которая была воспитана Лиграми (звери, подобные большим хищникам-млекопитающим) в лесу. Её подобрал Ван, где обучил человеческим манерам поведения. Также ей помогал Фон мастер Ион, к которому она сильно привязалась. Всегда, когда Ариетта сталкивается с главными героями, Анис обзывает её «Подлеттой». После того, как узнаёт, что Мастер Мосс убьёт Иона, она восстала против него. После смерти Иона вызвала Анис на дуэль, однако терпит поражение и погибает.
Дист
Один из 6 Богов-Генералов. Известен, как Доктор Сапфир. Он учёный и специалист, который принимал участие в разработках клонирования. Очень жадный и трусливый человек, он всегда сидит на летающем троне и часто попадает в забавные ситуации. Когда то давно жил в приюте вместе Джейдом и следовал за ним. Был очень слабохарактерным, пугливым мальчиком, который всё время плакал. По словам Джейда, Дист очень живучий и его фактически невозможно увить, что бы не делать.
Синк
Один из 6 Богов-Генералов. Носит маску на лице. Обладает большой скоростью и использует ножи во время боя. Позже выясняется, что он один из неудачных клонов Фон Мастера. Позже погибает во время сражения.
Чёрный Ларго
Один из 6 Богов-Генералов и лидер рыцарей Оракулов. Известен, как Бадек. Он настоящий отец Наталии. После того, как у его жены Сильвии забрали новорожденную дочь, женщина не выдержав горя покончила самоубийством. После чего Ларго возненавидел этот мир и присоединился к Вану.

## Список серий аниме
| #  | Название                                                           | Дата выхода      |
| -- | ------------------------------------------------------------------ | ---------------- |
| 01 | World of the Score «Sukoa no Sekai» (預言の世界)                   | 3 октября, 2008  |
| 02 | Sacred Beast Woods «Seijū no Mori» (聖獣の森)                      | 5 октября, 2008  |
| 03 | Oracle Knights Attack «Orakuru Raishū» (神託の盾来襲)              | 12 октября, 2008 |
| 04 | The Hidden Truth «Kakusareta Shinjitsu» (隠された真実)             | 19 октября, 2008 |
| 05 | Chosen Hero «Erabareshi Eiyū» (選ばれし英雄)                       | 26 октября, 2008 |
| 06 | Desert Rain «Sabaku no Ame» (砂漠の雨)                             | 2 ноября, 2008   |
| 07 | Isolation «Koritsu» (孤立)                                         | 9 ноября, 2008   |
| 08 | Collapse «Hōraku» (崩落)                                           | 19 ноября, 2008  |
| 09 | The Usurped One «Ubawareshimono» (奪われし者)                      | 23 ноября, 2008  |
| 10 | Return of Atonement «Tsugunai no Kikan» (償いの帰還)               | 30 ноября, 2008  |
| 11 | City of Falling Snow «Yuki Furu Machi» (雪降る街)                  | 7 декабря, 2008  |
| 12 | Water Metropolis «Mizu no Toshi» (水の都)                          | 14 декабря, 2008 |
| 13 | Outbreak of War «Kaisen» (開戦)                                    | 21 декабря, 2008 |
| 14 | Sealed Past «Tozasareta Kako» (閉ざされた過去)                     | 28 декабря, 2008 |
| 15 | Their Decisions «Sorezore no Ketsui» (それぞれの決意)              | 9 января, 2009   |
| 16 | The Core Entry Operation «Chikaku Totsunyū Sakusen» (地核突入作戦) | 16 января, 2009  |
| 17 | Overture to Collapse «Hōrai no Jokyoku» (崩壊の序曲)               | 23 января, 2009  |
| 18 | Absorption Gate «Abusōbu Gēto» (アブソーブゲート)                  | 30 января, 2009  |
| 19 | The Final Score «Saigo no Sukoa» (最期の預言)                      | 6 февраля, 2009  |
| 20 | Forest Gravestone «Mori no Bohyō» (森の墓標)                       | 13 февраля, 2009 |
| 21 | Ancient Tower «Inishie no Tō» (古の塔)                             | 20 февраля, 2009 |
| 22 | The One Who Vanishes «Kieyukusha» (消えゆく者)                     | 27 февраля, 2009 |
| 23 | Sorrowful Parting «Kanashiki Ketsubetsu» (悲しき決別)              | 6 марта, 2009    |
| 24 | Land of Glory «Eikō no Daichi» (栄光の大地)                        | 13 марта, 2009   |
| 25 | Venture It All «Sonzai o Kakete» (存在を賭けて)                    | 20 марта, 2009   |
| 26 | New World «Arata na Sekai» (新たな世界)                            | 27 марта, 2009   |

## Критика
Представитель сайта Anime News Network, Карл Кимлингер отметил, что аниме-сериал не пытается скрыть тот факт, что основан на одноимённой игре, к тому же первая серия буквально «кричит», что это адаптация игры. Главный герой является непримечательным классическим персонажем игры и аниме в жанре фэнтези-приключений, который в начале страдает невежеством и грубостью, а к концу истории проходит процесс своеобразного катарсиса и меняется в лучшую сторону.

## Манга
На основе сюжета игры и аниме были выпущены 3 манги. Первая манга, автором которой является Рэи, была опубликована в журнале Dengeki Maoh. Вторая манга авторства Рин Нидзё (иллюстратор Хана Саито) — Tales of the Abyss: Asch The Bloody публиковалась в журнале Tales of Magazine.
Третья манга под названием Tales of the Abyss: Jade in My Memories авторства Аюми Кано публиковалась в журнале Asuka с 24 апреля 2009 года. Сюжет здесь разворачивается вокруг одного из героев оригинальной истории — Джея Картисса.